# Hans Houska
Hans Houska (21 de octubre de 1914 - 27 de mayo de 1983) fue un jugador de balonmano austriaco. Fue un componente de la Selección de balonmano de Austria.
Con la selección ganó la medalla de plata en los Juegos Olímpicos de Berlín 1936 y la medalla de plata en el Campeonato Mundial de Balonmano Masculino de 1938.